# 林津伊
林津伊（1994年7月3日—），前中國女子音樂組合SING女團成員。2015年8月10日以《青春的告白》一曲出道。在組合內擔任形象擔當。2018年3月因心臟問題宣告退團。

## 經歷
- 2014年12月23日通過招募海選，以第一期練習生的身分加入SING女團，並參與大型女子偶像組合成長真人秀節目《偶像來了-S.I.N.G養成日誌》，同年8月11日以SING女團正式成員的身分出道。2017年7月3日，宣布參與電影《美少女壮士》演出，擔任女主角[2] [3] 。

- 2017年12月27日，SING女團「半面」聖誕公演後，經紀公司於微博表示林津伊因為身體問題將休息一個月。2018年3月21日，林津伊於個人直播中宣布，因為心臟無法負荷劇烈運動，難以支撐舞蹈練習，因此將不會回歸SING女團。

## 作品

### 影視

#### 電影
| 上映時間      | 劇名           | 角色   | 同團參演成員             |
| 2017年7月20日 | 閃光少女       | 客串   | 林慧、蔣申、秦瑜、許詩茵 |
| 2018年1月26日 | 发个微信去天界 | 客串   |                          |
| 2018年8月17日 | 美少女壯士     | 女主角 | 林慧、蔣申、許詩茵       |

#### 電視劇
| 播出時間      | 播出頻道               | 劇名               | 角色   | 同團參演成員                                 |
| 2016年8月31日 | 微博视频台             | 错生               | 售票员 |                                              |
| 2018年4月3日  | 廣東廣播電視台少兒頻道 | 《快乐酷宝》第三季 | 菲菲   | 陈丽、蒋申、赖美云、林慧、秦瑜、吴瑶、许诗茵 |
| 2021年2月15日 | 芒果TV                 | 玲珑狼心           | 小棉   |                                              |
| 2024年3月16日 | 腾讯视频               | 无染               | 朝露   |                                              |

#### 專屬綜藝節目
| 日期                         | 節目名稱                         | 集數 | 備註                 |
| 2015年3月27日－2015月5月29日 | 偶像来了-S.I.N.G养成日志         | 10   | 第一期練習生         |
| 2015年7月22日－2015月9月23日 | 偶像来了-S.I.N.G养成日志(第二季) | 10   | 第一期練習生客串出場 |
| 2017年9月9日                 | 美食大作战                       | 2    |                      |
| 2017年10月23日－至今         | SING工作日志                     | 26   |                      |

### 綜藝節目
| 播出日期       | 節目名稱               | 首播平台               | 同團參演成員                                             |
| 2015年8月24日  | 《勇者大冲关》         | 江苏卫视               | 全員                                                     |
| 2015年11月3日  | 《天翼大来宾》         | 網路節目               | 蔡莎、林慧、蔣申                                         |
| 2015年11月4日  | 《乐人无数》           | 網路節目               | 蔡莎、林慧、蔣申                                         |
| 2015年11月4日  | 《星动直播间》         | 網路節目               | 蔡莎、林慧、蔣申                                         |
| 2015年11月20日 | 《56音乐下午茶》       | 網路節目               | 邊麗、林慧、賴美雲                                       |
| 2015年11月28日 | 《星聚会》             | 網路節目               | 蔡莎、林慧、蔣申                                         |
| 2015年11月29日 | 《星聚会》             | 網路節目               | 蔡莎、林慧、蔣申                                         |
| 2015年11月29日 | 《全球中文音乐榜上榜》 | 中國中央電視台音樂頻道 | 邊麗、蔡莎、賴美雲、林慧、蔣申、秦瑜                     |
| 2016年1月11日  | 《夜唱》               | 酷6網                  | 蔡莎、賴美雲、林慧                                       |
| 2016年3月5日   | 《疯狂的丛林》         | 深圳卫视               | 赖美云                                                   |
| 2016年3月15日  | [ 21 ]                 | 粉絲網網路節目         | 賴美雲、蔡莎、林慧、秦瑜、蔣申、吳瑤                     |
| 2016年6月5日   | 《活力大冲关》         | 广东卫视               | 賴美雲、林慧、蔣申、秦瑜、吳瑤、陳麗、許詩茵             |
| 2016年10月10日 | 《勇者大冲关》         | 江苏卫视               | 賴美雲、林慧、秦瑜、蔣申、許詩茵                         |
| 2016年11月12日 | 《全球中文音乐榜上榜》 | 中國中央電視台音樂頻道 | 賴美雲、秦瑜、許詩茵                                     |
| 2016年11月27日 | 《AiBB亚洲偶像榜》     | 網路節目               | 賴美雲、林慧、秦瑜、蔣申、吳瑤、陳麗、許詩茵             |
| 2017年1月20日  | 《欢乐一家亲》         | CCTV-4                 | 賴美雲、林慧、秦瑜、蔣申、吳瑤、陳麗、許詩茵、边丽、蔡莎 |
| 2017年9月5日   | 《娱乐前线》           | 广东电视台综艺频道     | 賴美雲、林慧、秦瑜、蔣申、吳瑤、陳麗、許詩茵             |
| 2017年10月2日  | 《花好月圆》中秋晚会   | 东方卫视               | 賴美雲、林慧、秦瑜、蔣申、陳麗、許詩茵                   |

## 外部連結
- 林津伊的新浪微博